# Kolcownicowate
Kolcownicowate (Bankeraceae R. Heim ex Pouzar) – rodzina grzybów należąca do rzędu chropiatkowców (Thelephorales).

## Charakterystyka
Naziemne grzyby kapeluszowe o hymenoforze w postaci kolców. Wyschnięte owocniki mają korzenny zapach. Zarodniki bezbarwne, wysyp zarodników biały.

## Systematyka
Pozycja w klasyfikacji według Index Fungorum: Thelephorales, Incertae sedis, Agaricomycetes, Agaricomycotina, Basidiomycota, Fungi.
Według aktualizowanej klasyfikacji Index Fungorum bazującej na Dictionary of the Fungi do rodziny tej należą rodzaje:
- Boletopsis Fayod 1889 – szaraczek
- Corneroporus T. Hatt. 2001
- Hydnellum P. Karst. 1879 – kolczakówka
- Sarcodon Quél. ex P. Karst. 1881[2] – sarniak

Nazwy polskie według W. Wojewody.